# Джарджава (река)
Джарджава́ (также Джерджава́, Керчав илгасы, Черчав илгасы; укр. Джарджава, крымскотат. Cer Cava, Джер Джава) — пересыхающая речка (балка) на востоке Керченского полуострова. Длина водотока 8,5 км, площадь водосборного бассейна 24,1 км², относится в группе рек Керченского полуострова. Начало реки находится у трассы Таврида, возле развязки с А-290, течёт, практически, точно на восток, впадая в Керченский пролив в историческом районе Керчи Цементная слободка у Крымского моста. Джарджавская долина тектонически представляет собой геологический разлом, ограниченный на севере Керченской мульдой, на юге — хребтом Юз-Оба. В долине действуют грязевые вулканы Джарджава и Солдатско-Слободский, приуроченные к антиклинали разлома.